# Faraquet

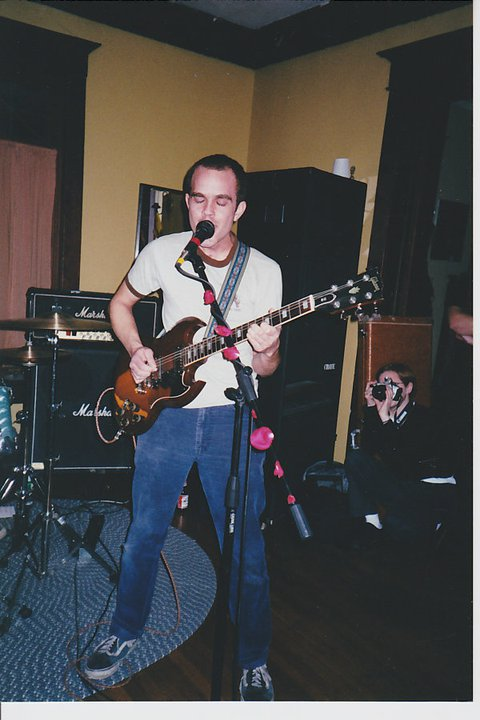
Faraquet direct à Indianapolis, Indiana dans les années 2000.

Faraquet est un groupe de math rock originaire de Washington. Deux des membres (guitare/chant et batterie) sont issus du groupe Smart Went Crazy. Leur discographie comprend un unique album, The View from this Tower, signé chez Dischord Records, et un split album en collaboration avec Arkaso. Devin Ocampo et Chad Molter, après un passage chez Medications (signé également chez Dischord), reforment Faraquet en 2007.
Le groupe part en tournée au Brésil en septembre 2007 pour quelques dates.

## Membres
- Devin Ocampo : chanteur, guitares, batterie, claviers, guitare baryton, trompette
- Chad Molter : chanteur, batterie, claviers, basse piccolo
- Jeff Boswell : basse, guitare feedback

## Discographie
- Faraquet/Arkaso split (1999, 404 Records)
- The View from this Tower (2000, Dischord Records), dont le titre Cut Self Not a également figuré dans l'anthologie musicale 20 Years of Dischord.